# Liste der Bodendenkmale in Bleckede
In der Liste der Bodendenkmale in Bleckede sind alle Bodendenkmale der niedersächsischen Gemeinde Bleckede aufgelistet. Die Quelle ist der Denkmalatlas Niedersachsen. Der Stand der Liste ist der 13. Juli 2024.

## Allgemein
In den Spalten finden sich folgende Informationen des Bodendenkmales :
- Lage        : geographische Koordinaten
- Bezeichnung : Bezeichnung lt. Denkmalatlas
- Beschreibung: Beschreibung lt. Denkmalatlas
- ID          : Objekt-ID
- Bild        : Bild, ggf. zusätzlich mit Link zu weiteren Fotos im Medienarchiv Wikimedia Commons.

## Barskamp
| Lage                         | Bezeichnung               | Beschreibung | ID       | Bild |
| ---------------------------- | ------------------------- | --- | -------- | ---- |
| 53° 13′ 57″ N, 10° 48′ 23″ O | Barskamp 1, Großsteingrab | Südöstlich von Barskamp, 700 m westnordwestlich vom Opferberg und 100 m nordöstlich einer ehem. Lehmgrube (heute Tümpel). Heute betragen die Länge ca. 60 m und die Breite ca. 8 m. An der nördlichen Langseite 23 Steine, an der südlichen Langseite 26 Steine, an der westlichen Schmalseite fünf Steine und an der östlichen Schmalseite zwei Steine.                                                                                      | 28933526 |      |
| 53° 13′ 57″ N, 10° 49′ 2″ O  | Barskamp 2, Großsteingrab | | 28933622 |      |
| 53° 13′ 58″ N, 10° 48′ 44″ O | Barskamp 3, Großsteingrab | Südöstlich von Barskamp, 300 m nordwestlich des Opferberges (FStNr. 9). Es handelt sich dabei um einen kleinen Hügel mit einer gestörten Steinkammer. L. (gemessen von West nach Ost) 8 m; Br. 5 m; H. des Erdhügels ca. 0,5 m. Seit ca. 2019 ist das Grab durch Umstürzen darauf wachsender Bäume stark beschädigt. | 28933624 |      |
| 53° 14′ 32″ N, 10° 49′ 42″ O | Barskamp 4, Großsteingrab | Südöstlich von Barskamp, 300 m nordwestlich des Opferberges (FStNr. 9). Es handelt sich dabei um einen kleinen Hügel mit einer gestörten Steinkammer. L. (gemessen von West nach Ost) 8 m; Br. 5 m; H. des Erdhügels ca. 0,5 m. | 28930823 |      |
| 53° 14′ 37″ N, 10° 49′ 29″ O | Barskamp 5, Großsteingrab | Ca. 2,65 km östlich der Kirche von Barskamp, ca. 1 km nördlich der Straße nach Walmsburg und ca. 40 m ostnordöstlich von FStNr. 6. | 28933626 |      |
| 53° 14′ 37″ N, 10° 49′ 27″ O | Barskamp 6, Großsteingrab | Ca. 2,65 km östlich der Kirche von Barskamp, ca. 1 km nördlich der Straße nach Walmsburg und ca. 40 m westsüdwestlich von FStNr. 5. | 28933628 |      |
| 53° 14′ 10″ N, 10° 45′ 46″ O | Barskamp 7, Großsteingrab | | 28933630 |      |
| 53° 13′ 57″ N, 10° 48′ 58″ O | Barskamp 8, Großsteingrab | In Resten erhalten. WSW-ONO orientiert. L. ca. 11 m; Br. ca. 6 m. Regellos liegende Steine, deren Lage kein klares Bild von der ursprünglichen Form der Anlage ergibt. Die Steine sind gesprengt (Spuren der Sprengung an einzelnen Steinen erkennbar). Reste eines verwaschenen Erddammes, von SW-NO verlaufendem Waldweg überquert (östliches Ende 4,7 m ostnordöstl. des Weges). H. des Erddammes auf dem Weg von SW 0,15 m; von NO 0,5 m. | 28933632 |      |
| 53° 13′ 35″ N, 10° 48′ 56″ O | Barskamp 11, Grabhügel    | Südöstlich von Barskamp und 600 m südlich vom „Opferberg“ (FStNr. 9). Fast rund, Dm. 16 m; H. 0,9 m. Kuppe abgetragen und zahlreiche bis kopfgroße Granitsteine sichtbar. Rand schwach abgesetzt. Mehrere Einkuhlungen in der Oberfläche. | 28933638 | BW   |
| 53° 13′ 42″ N, 10° 49′ 5″ O  | Barskamp 12, Grabhügel    | Südöstlich von Barskamp, 400 m südlich des Opferberges (FStNr. 9). Fast rund, Dm. 18,9 m; H. 1 m. Flach gewölbt, Kuppe eingetieft. Rand auslaufend. Mehrere Einkuhlungen. | 28933640 | BW   |
| 53° 13′ 39″ N, 10° 49′ 9″ O  | Barskamp 13, Grabhügel    | Südöstlich von Barskamp, 500 m südsüdöstlich des Opferberges (FStNr. 9). Fast rund, Dm. 14,5 m; H. 1,1 m. Flach gewölbt. Kuppe eingetieft und der Rand schwach abgesetzt. Wird von Waldweg leicht angeschnitten. Zahlreiche, bis kopfgroße Steine sichtbar. | 28933642 | BW   |
| 53° 15′ 2″ N, 10° 49′ 17″ O  | Barskamp 14, Grabhügel    | In den Viehler Bergen, am Ost-Rand der Hochfläche, ca. 100 m südöstlich des Grabhügelfeldes FStNr. 33 - 36. Fast rund, Dm. 9 m; H. 0,4 m. Rand schwach abgesetzt. | 28932564 | BW   |
| 53° 14′ 38″ N, 10° 49′ 9″ O  | Barskamp 23, Grabhügel    | Fast rund, Dm. ca. 6 m und H. bis zu 0,3 m. Hügelrand läuft in das umliegende Gelände aus. Durch Aufforstung gestört. An der Oberfläche einzelne Steine sichtbar. | 28933751 | BW   |
| 53° 13′ 55″ N, 10° 49′ 9″ O  | Barskamp 24, Grabhügel    | Südöstlich von Barskamp, 160 m östlich des Opferberges (FStNr. 9). Fast rund, Dm. 16,2 m; H. 1,2 m. In der Mitte Eingrabung von ca. 5 m Dm. Randbereiche durch Ausreißen von Stubben gestört. | 28933753 | BW   |
| 53° 14′ 10″ N, 10° 49′ 18″ O | Barskamp 25, Grabhügel    | Ostsüdöstlich von Barskamp, 180 m nördlich der L 231 nach Walmsburg. Fast rund, flach gewölbt, Dm. 15,4 m; H. 0,6 m. Rand schwach abgesetzt. Seitlich von alten Waldweg überzogen. In der Kuppe ausgeprägte Mulde, dort zahlreiche bis kopfgroße Steine. | 28933755 | BW   |
| 53° 14′ 37″ N, 10° 49′ 31″ O | Barskamp 26, Grabhügel    | Ca. 2,7 km östlich der Kirche von Barskamp, ca. 1 km nördlich der Straße nach Walmsburg. Fast rund, Dm. 16 m; H. 1,1 m. Rand schwach abgesetzt. In der Mitte ovale, Südwest-Nordost orientierte Vertiefung (L. 6,5 m; Br. 3,5 m). | 28933757 | BW   |
| 53° 13′ 54″ N, 10° 48′ 22″ O | Barskamp 27, Grabhügel    | Südöstlich von Barskamp, gut 700 m westlich des Opferberges (FStNr. 9), östlich oberhalb einer ehemaligen Lehmkuhle (heute Tümpel) der ringförmige Rest eines Grabhügels. Dm. 19,2 m; H. noch 0,8 m. Hügelfuß erhalten, Rand schwach abgesetzt. Innerhalb eine ringförmige Eingrabung, vermutlich zur Entnahme des Steinkranzes. Innenbereich knietief zergraben. Am Südrand drei kleine Granitfindlinge.                                     | 28933759 | BW   |
| 53° 14′ 4″ N, 10° 48′ 41″ O  | Barskamp 30, Grabhügel    | Oval, O-W orientiert, L.15,5 m; Br. 12,5 m; H. 0,7 m. Rand läuft nach N aus. Sonst schwach abgesetzt. Hügeloberfläche unregelmäßig. Durch einige flache Einkuhlungen leicht gestört. Am N-Rand einige kopfgroße Granitsteine. | 28933765 | BW   |
| 53° 14′ 29″ N, 10° 49′ 13″ O | Barskamp 37, Grabhügel    | Östlich von Barskamp, 670 m nördlich der Straße nach Walmsburg. Fast rund, Dm. 12 m; H. 0,5 m. Rand auslaufend. In der Kuppe flache Mulde. Einzelne bis kopfgroße Granitsteine sichtbar und weitere Steine im Untergrund zu ertasten. | 28931908 | BW   |

### Barskamp 10
ID:28932704 
Ca. 2,3 km östl. der Kirche von Barskamp, an der Grenze zur Gmkg. Walmsburg, in fast ebenem Gelände liegt eine Gruppe von sechs erhaltenen Rundhügeln. Davon wurde Hügel FStNr. 10 bei der Begehung 1987 neu entdeckt, Hügel FStNr. 22 ist teilweise von einem Rodungswall bedeckt, westl. des Walles als Rest erkennbar. Die Dm. der gut erhaltenen Hügel liegen zwischen 6,5 und 16,5 m und sie besitzen eine H. von 0,3-1,6 m.

| Lage                         | Bezeichnung | Beschreibung | ID       | Bild |
| ---------------------------- | ----------- | --- | -------- | ---- |
| 53° 14′ 44″ N, 10° 49′ 9″ O  | Barskamp 10 | Ca. 2,3 km östlich der Kirche von Barskamp, an der Grenze zur Gemarkung Walmsburg. Fast rund, Dm. 6,5 m; H. 0,3 m. Oberfläche abgeflacht und der Rand auslaufend. | 28933636 | BW   |
| 53° 14′ 45″ N, 10° 49′ 10″ O | Barskamp 18 | Ca. 2,3 km östlich der Kirche von Barskamp an der Grenze zur Gemarkung Walmsburg. Fast rund, Dm. 16 m; H. 1,6 m. Rand abgesetzt. In der Kuppe Mulde und an der Oberfläche einige Einkuhlungen. | 28933650 | BW   |
| 53° 14′ 44″ N, 10° 49′ 8″ O  | Barskamp 19 | Ca. 2,3 km östlich der Kirche von Barskamp an der Grenze zur Gemarkung Walmsburg in fast ebenem Gelände. Rund, Dm. 14,6 m; H. 1 m. Kuppe abgeflacht und hat zentrale Eingrabung. Weitere Eingrabung im Osten auf der Kuppe. Dort Steine freiliegend. Über den Hügel läuft eine Fahrspur.                              | 28933745 | BW   |
| 53° 14′ 43″ N, 10° 49′ 10″ O | Barskamp 21 | Ca. 2,3 km östlich der Kirche von Barskamp an der Grenze zur Gemarkung Walmsburg in fast ebenem Gelände. Fast rund, Dm. 8,5 m; H. 0,4 m. Rand auslaufend. An der Oberfläche flache Einkuhlungen und Nord-Süd verlaufende Holzrückspuren. Über den Ost-Rand ein Waldpfad. Einige kopfgroße Granitsteine auf dem Hügel. | 28933749 | BW   |
| 53° 14′ 43″ N, 10° 49′ 8″ O  | Barskamp 22 | Bei Forstarbeiten großenteils abgetragen bzw. von Rodungswall überdeckt. Die H. westl. des Rodungswalles beträgt ca. 0,2 m. | 28932702 | BW   |

### Barskamp 15
ID:28932700
 Ostnordöstlich von Barskamp, am Südwest-Hang der Viehler Berge liegt eine Gruppe von fünf meist runden Grabhügeln. Dm. 9 - 17,5 m; H. 0,5 - 1,1 m.

| Lage                         | Bezeichnung | Beschreibung | ID       | Bild |
| ---------------------------- | ----------- | --- | -------- | ---- |
| 53° 14′ 53″ N, 10° 48′ 50″ O | Barskamp 15 | Ostnordöstlich von Barskamp, am Südwest-Hang der Viehler Berge. Fast rund, Dm. 17,5 m; H. 1 m. Kuppe abgeflacht, der Rand auslaufend.                                                                      | 28933644 | BW   |
| 53° 14′ 51″ N, 10° 48′ 48″ O | Barskamp 16 | Ostnordöstlich von Barskamp, am Südwest-Hang des Viehler Berges. Fast rund, Dm. 14,2 m; H. 1 m. Etwas verwaschen und Rand schwach abgesetzt. In der Oberfläche mehrere kleine, flache Mulden.              | 28933646 | BW   |
| 53° 14′ 51″ N, 10° 48′ 47″ O | Barskamp 17 | Ostnordöstlich von Barskamp, am Südwest-Hang des Viehler Berges. Fast rund, Dm. 12 m; H. ca. 1 m. Etwas verwaschen und Rand schwach abgesetzt. In der Mitte Eintiefung und im Südwesten eine flache Mulde. | 28933648 | BW   |
| 53° 14′ 50″ N, 10° 48′ 48″ O | Barskamp 43 | Annähernd rund, Dm. ca. 9 m und H. bis zu 0,5 m. Durch querverlaufenden Grenzwall und einen Graben gestört.                                                                                                | 28932696 | BW   |
| 53° 14′ 50″ N, 10° 48′ 46″ O | Barskamp 44 | Ostnordöstlich von Barskamp, am Südwest-Hang der Viehler Berge. Oval, Nordnordost-Südsüdwest orientiert, L. ca. 12 m; Br. 9,5 m; H. bis 0,8 m. Ränder flach auslaufend.                                    | 28932698 | BW   |

### Barskamp 33
ID:28933769
 In den Viehler Bergen, am Ost-Rand der Hochfläche und südlich eines Taleinschnitts liegen oberhalb der nach Osten und Norden abfallenden Steilhänge ein größerer (FStNr. 35) und drei niedrigere Grabhügel (FStNr. 33, 34, 36). Dm. 10 - 13 m; H. 0,4 - 1,4 m.

| Lage                        | Bezeichnung | Beschreibung | ID       | Bild |
| --------------------------- | ----------- | --- | -------- | ---- |
| 53° 15′ 5″ N, 10° 49′ 11″ O | Barskamp 33 | Fast rund, Dm. 11 m; H. 0,7 m. Rand auslaufend. Die Oberfläche im Nordosten leicht abgeflacht. Auf dem Hügel Holzrückspuren. | 28933771 | BW   |
| 53° 15′ 7″ N, 10° 49′ 11″ O | Barskamp 34 | Fast rund, Dm. 13 m; H 0,7 m. Flach gewölbt und der Rand auslaufend.                                                         | 28933773 | BW   |
| 53° 15′ 7″ N, 10° 49′ 13″ O | Barskamp 35 | Fast rund, Dm. 13 m; H. 1,4 m. Rand auslaufend. Am Südrand Holzrückspuren.                                                   | 28933775 | BW   |
| 53° 15′ 5″ N, 10° 49′ 12″ O | Barskamp 36 | Fast rund, Dm. 10 m; H. ca. 0,4 m. Rand auslaufend. In der Kuppe eine Mulde. Auf dem Hügel verlaufen Holzrückspuren.         | 28961995 | BW   |

## Bleckede
| Lage                         | Bezeichnung           | Beschreibung | ID       | Bild |
| ---------------------------- | --------------------- | --- | -------- | ---- |
| 53° 17′ 46″ N, 10° 43′ 43″ O | Bleckede 9, Burg      | Elbschloss Bleckede, annähernd viereckige Burgfläche (Seitenlänge ca. 100 m) mit einem zweiflügeligen Hauptgebäude (Nord-Flügel, West-Flügel), einem separat stehenden mächtigen runden Turm und einem Wirtschaftsgebäude. Im Westen in die Anlage durch eine 25 m lange Erdbrücke mit der auf der Deichkrone verlaufenden Schloßstraße verbunden. Das Burgplateau ist umgeben von einem bis zu ca. 35 m breiten Graben, der größtenteils Wasser führt. | 28930702 |      |
| 53° 17′ 31″ N, 10° 44′ 8″ O  | Bleckede 10, Deich    | | 28930704 | BW   |
| 53° 17′ 9″ N, 10° 45′ 18″ O  | Bleckede 18, Siedlung | | 28932562 | BW   |
| 53° 19′ 29″ N, 10° 44′ 1″ O  | Bleckede 19, Deich    | | 28930706 | BW   |
| 53° 19′ 12″ N, 10° 43′ 32″ O | Bleckede 20, Deich    | | 28930801 | BW   |
| 53° 17′ 47″ N, 10° 43′ 46″ O | Bleckede 28, Deich    | | 28930803 | BW   |
| 53° 18′ 8″ N, 10° 43′ 37″ O  | Bleckede 29, Deich    | | 28930805 | BW   |
| 53° 19′ 2″ N, 10° 43′ 35″ O  | Bleckede 32, Deich    | | 28930809 | BW   |

## Bleckede-Wendischthun
| Lage                         | Bezeichnung                    | Beschreibung | ID       | Bild |
| ---------------------------- | ------------------------------ | --- | -------- | ---- |
| 53° 19′ 36″ N, 10° 45′ 20″ O | Bleckede-Wendischthun 1, Deich | | 28933488 | BW   |
| 53° 20′ 19″ N, 10° 45′ 41″ O | Bleckede-Wendischthun 12, Wurt | Name: Schwarzenwasser oder Rothehaus am Schwarzenwasser. Dm. von ca. 40 m und H. von ca. 1,5 m über dem umliegenden Gelände. Hier die ehemalige Holzvogtswohnung, die der Stadt Lüneburg gehörte. Die Stadt hatte den Platz dafür 1564 von den Herzögen Heinrich und Wilhelm gekauft. | 28933486 | BW   |

## Breetze
| Lage                         | Bezeichnung          | Beschreibung | ID       | Bild |
| ---------------------------- | -------------------- | --- | -------- | ---- |
| 53° 15′ 30″ N, 10° 41′ 18″ O | Breetze 1, Grabhügel | Leicht oval mit nordwest-südöstlichen Ausrichtung. L. 18 m; Br. 16 m; H. 0,8 m. Im Innenbereich große Aufgrabung.                                                                               | 28933386 | BW   |
| 53° 15′ 27″ N, 10° 41′ 15″ O | Breetze 2, Grabhügel | Rund, Dm. 15 m; H. 0,8 m. Rand auslaufend. Mit Pflanzfurchen überzogen, sonst ohne Störung. | 28933388 | BW   |
| 53° 15′ 24″ N, 10° 41′ 13″ O | Breetze 3, Grabhügel | Annähernd rund, Dm. 17 m; H. 1 m. Rand schwach abgesetzt. Mit Pflanzungsfurchen überzogen und über den Hügel verläuft ein Waldpfad, sonst ohne Störung.                                         | 28933390 | BW   |
| 53° 16′ 14″ N, 10° 40′ 44″ O | Breetze 4, Grabhügel | Annähernd rund, Dm. 20 m; H. 2 m. Hoch gewölbt und Rand abgesetzt. Holzrückspuren, sonst ohne Störung.                                                                                          | 28933392 | BW   |
| 53° 16′ 14″ N, 10° 41′ 40″ O | Breetze 5, Grabhügel | Annähernd rund, Dm. 14 m; H. 0,9 m. Rand auslaufend. | 28933394 | BW   |
| 53° 16′ 17″ N, 10° 41′ 42″ O | Breetze 6, Grabhügel | Annähernd rund, Dm. 20 m; H. 1,7 m. Rand abgesetzt. Überwiegend ohne Störung. | 28933396 | BW   |
| 53° 16′ 19″ N, 10° 41′ 43″ O | Breetze 7, Grabhügel | Ehemals rund, heute sehr unregelmäßige Form und Nord-Süd orientiert. L. ca. 20 m; Br. ca. 15 m; H. 1,5 m. Rand auslaufend, West- und Nordseite sind abgetragen. Einkuhlungen an der Oberfläche. | 28933398 | BW   |

## Radegast
| Lage                        | Bezeichnung       | Beschreibung | ID       | Bild |
| --------------------------- | ----------------- | ------------ | -------- | ---- |
| 53° 19′ 41″ N, 10° 43′ 8″ O | Radegast 1, Deich |              | 28930825 | BW   |

## Walmsburg

### Walmsburg 9
ID:28931936
Südsüdöstl. von Walmsburg, am S-Rand des Elbtales, auf zwei benachbarten, nach N vorragenden Bergspornen liegt eine Gruppe von vier Grabhügeln (FStNr. 9, 11 und 12 rund; FStNr. 10 oval) sowie drei Erhöhungen, bei denen es sich ebenfalls um Grabhügel handeln könnte (FStNr. 13-15). Dm. der runden Grabhügel 14-17 m; H. 0,7-1,1 m. L. d. ovalen Grabhügels 16 m; Br. 14 m; H. 1,1 m.

| Lage                         | Bezeichnung  | Beschreibung | ID       | Bild |
| ---------------------------- | ------------ | --- | -------- | ---- |
| 53° 14′ 11″ N, 10° 50′ 36″ O | Walmsburg 9  | Rund, Durchmesser ca. 15 Meter und Höhe ca. 1,8 Meter, Hügelrand schwach abgesetzt. In der Kuppe muldenförmige Vertiefung.                                                                                         | 28932030 | BW   |
| 53° 14′ 10″ N, 10° 50′ 38″ O | Walmsburg 10 | Oval (annähernd Nord-Süd-orientiert) Länge ca. 18 Meter, Breite ca. 13 Meter und Höhe ca. 1,6 Meter, Rand im Norden und Süden auslaufend; sonst abgesetzt. Über dem Hügel läuft ein Waldpfad in Ost-West-Richtung. | 28932032 | BW   |
| 53° 14′ 3″ N, 10° 50′ 38″ O  | Walmsburg 11 | Rund, Durchmesser ca. 17 Meter und Höhe ca. 1,5 Meter, Rand abgesetzt. Im Südosten fließender Übergang zum Talhang. In der Kuppe flache Mulde.                                                                     | 28932034 | BW   |
| 53° 14′ 8″ N, 10° 50′ 31″ O  | Walmsburg 12 | Fast rund, Durchmesser ca. 15 Meter und Höhe ca. 2,6 Meter. | 28932036 | BW   |